# Serafino Vannutelli
Serafino Vannutelli (ur. 26 listopada 1834 w Genazzano, zm. 19 sierpnia 1915 w Rzymie) – włoski kardynał. Brat kardynała Vincenzo Vannutelli.

## Życiorys
Studiował prawo, teologię i filozofię w Rzymie. W 1860 przyjął święcenia kapłańskie. Pracował w dyplomacji papieskiej. W 1869 został tytularnym arcybiskupem Nicei i delegatem apostolskim w krajach Ameryki Łacińskiej. Następnie był nuncjuszem apostolskim w Brukseli (1875–80) i w Wiedniu (1880–87). W 1887 papież Leon XIII mianował go kardynałem. Był prefektem Kongregacji do spraw Odpustów i Relikwii (1888–1889), Kongregacji Indeksu (1893–1896) oraz Kongregacji Biskupów i Zakonów (1896-1899). W styczniu 1893 został arcybiskupem Bolonii, jednak już pół roku później przeniesiono go do diecezji suburbikarnej Frascati. Wielki penitencjariusz od listopada 1899. Sekretarz Rzymskiej Inkwizycji 1903–1908. Kardynał biskup Porto e Santa Rufina od czerwca 1903. Uczestniczył w konklawe 1903. W wyniku śmierci kardynała Luigi Oreglia di Santo Stefano 7 grudnia 1913 został dziekanem Św. Kolegium Kardynalskiego. 25 maja 1914 objął właściwe dla funkcji dziekana stanowiska prefekta Kongregacji ds. Ceremonii oraz kardynała biskupa diecezji suburbikarnej Ostia (obok już posiadanej diecezji Porto e Santa Rufina). Przewodniczył konklawe 1914. Zmarł w wieku 80 lat. Jego następcą na funkcji dziekana Św. Kolegium został jego brat Vincenzo.